# ماركو هوك
ماركو هوك (بالألمانية: Marco Huck) مواليد 11 نوفمبر 1984 في جمهورية يوغوسلافيا الاشتراكية الاتحادية، هو ملاكم محترف ألماني يصنف ضمن فئة الوزن الثقيل. حقق بطولة منظمة الملاكمة العالمية.

## إحصائيات
خاض خلال مسيرته 44 نزالا، فاز في 40 وتعادل في 1 وخسر في 3. فاز بالضربة القاضية في 27 نزالا.

## روابط خارجية
- ماركو هوك على موقع بوكس ريك (الإنجليزية) (registration required)